# Hamish Buchanan
Hamish Buchanan, né en 1955 à Winnipeg (Manitoba, Canada), est un artiste photographe canadien. Il vit et travaille à Toronto.
Hamish Buchanan est photographe et professeur à l’Ontario College of Art de Toronto, a également travaillé comme assistant cinématographique photo pour le cinéma.

## Expositions
Au niveau national et international
Expositions principales : 
- Le Corps gay/The Gay Body, commissaire Karl-Gilbert Murray, Centre d'exposition du Vieux-Palais, Saint-Jérôme, Québec (Œuvres présentées: Familiar Landscapes et Veiled Men)(2002); Hart House, University of Toronto (2004); Centre d'exposition de Rouyn-Noranda (2005); l'Écomusée du Fier Monde, Montréal (2006)
- 100 Years of Homosexuality, The Photographers Gallery, Saskatoon (1992)
- Fabrications : Hamish Buchanan, Catherine Opie, David Rasmus, Dazibao, Montréal (1995)
- Gone Glorius (Œuvres présentées: Veiled Men (Sélection)), MacLaren Art Center Campus Gallery, Barrie (1998)
- Avatar : Of Postmodern Times and Multiple Identities, Amsterdam (1998)
- Contact 2001 (Œuvres présentées: Familiar Landscapes (Sélection)); Edward Day Gallery, Toronto (2001)